# Prince Frederic (barge)
La Prince Frederick's Barge est une barge royale de cérémonie datant de 1732. Conçue par l'architecte William Kent, elle a été construite à South Bank  par John Hall pour le prince Frédéric de Galles (1707-1751). À la mort de Frédéric en 1751, la barge a été utilisée par les monarques britanniques successifs jusqu'en 1849, date à laquelle elle a été découpée en trois sections et stockée dans la Royal Barge House à Windsor Great Park.

Le roi George VI (18951952) a fait placé la barge à l'intérieur du National Maritime Museum de Londres où elle est actuellement exposée.

Cette barge royale est classée bateau historique depuis 1993 par le National Historic Ships UK  et au registre du National Historic Fleet.